# Caenis knowlesi
Caenis knowlesi is een haft uit de familie Caenidae. De wetenschappelijke naam van de soort is voor het eerst geldig gepubliceerd in 1990 door Gillies & Knowles.
De soort komt voor in het Afrotropisch gebied.